# Emails I Can't Send Tour
Emails I Can't Send Tour es el cuarto tour musical de la cantante, compositora y actriz estadounidense Sabrina Carpenter, en apoyo de su quinto álbum de estudio Emails I Can't Send (2022). La gira comenzó el 29 de septiembre de 2022 en Atlanta, Estados Unidos y concluyó el 4 de agosto de 2023 en Chicago, Estados Unidos, y comprendió 80 espectáculos en tres etapas en América del Norte y una etapa en América del Sur, Europa y Asia. 

## Historia
El 31 de julio de 2022, Carpenter publicó una foto de ella misma de la infancia en su cuenta de Instagram, con la leyenda: "¿Qué canciones querrían escuchar en la gira [...] pidiendo un amigo?", insinuando una gira.  En una entrevista con Vogue a principios de agosto, reveló que con su nuevo álbum cerca de ella, sentía que una gira para promocionarlo sería "posiblemente el espectáculo más divertido" en el que jamás haya podido actuar, y estaba "muy emocionado" por ello. 
El 15 de agosto de 2022, Carpenter anunció la gira Emails I Can't Send en apoyo de su quinto álbum de estudio, Emails I Can't Send (2022), revelando el calendario de fechas, ubicaciones y lugares para 12 espectáculos. Marcó su primera gira de conciertos en tres años desde su anterior Singular Tour (2019). Carpenter anunció el 24 de septiembre de 2022 que Girlhouse actuaría como telonero. 
Debido a la demanda en la preventa de los programas originales, se agregó una segunda fecha en la ciudad de Nueva York para el 5 de octubre de 2022. También se agregó una fecha en Toronto, Canadá, para el 10 de octubre de 2022.  El 27 de septiembre de 2022, Carpenter anunció que el espectáculo inaugural se pospondría debido a problemas de seguridad causados por el huracán Ian, que marcó la fecha de inicio oficial de la gira como el 29 de septiembre de 2022.  En un artículo de portada digital de American Songwriter a finales de octubre, Carpenter confirmó que seguiría una extensión de la gira con fechas programadas para 2023. 
El 12 de diciembre de 2022, anunció una segunda etapa norteamericana de la gira, programada desde marzo hasta finales de mayo de 2023, que comprenderá 39 fechas (3 agregadas por demanda hasta el momento), y también reveló que se incorporarán fechas internacionales en el futuro. Carpenter dijo además que se interpretarían "algunas canciones nuevas".  El 30 de enero de 2023 se anunció la tercera etapa de la gira, compuesta por 10 espectáculos que tendrán lugar en Europa y el Reino Unido.

### Tickets
La preventa para el partido de ida inicial comenzó el 16 de agosto de 2022. Las entradas y los paquetes VIP salieron a la venta al público en general el 19 de agosto de 2022 a través de Ticketmaster. Los titulares de tarjetas American Express tuvieron acceso exclusivo dos días antes, desde el 17 de agosto hasta la noche del 18 de agosto. Al día siguiente, Carpenter reveló que las entradas para la gira se habían agotado en menos de un día. 

## Lista de canciones

### 2022
La siguiente lista de canciones es del espectáculo en Atlanta el 29 de septiembre de 2022. No representa todos los conciertos durante la gira.
- "Emails I Can't Send"
- "Bet U Wanna"
- "Vicious"
- "Read Your Mind"
- "Already Over" / "Bad for Business" / "Skinny Dipping"
- "Tornado Warnings"
- "How Many Things"
- "Can't Blame a Girl for Trying"
- "Bust Your Windows"
- "Nonsense"
- "Paris"
- "Honeymoon Fades"
- "Sue Me"
- "Fast Times"

Encore
- "Decode"
- "Because I Liked a Boy"

### 2023
La siguiente lista de canciones es del espectáculo en Hollywood el 16 de marzo de 2023. No representa todos los conciertos durante la gira.
- "Emails I Can't Send"
- "Read Your Mind"
- "Feather"
- "Vicious"
- "Already Over"
- "Bad For Business"
- "Skinny Dipping"
- "Tornado Warnings"
- "Opposite"
- "Bet U Wanna"
- "Dreams"
- "How Many Things"
- "Fast Times"
- "Paris"
- "Honeymoon Fades"
- "Sue Me"
- "Decode"

Encore
- "Nonsense"
- "Because I Liked A Boy"

### Covers
La siguiente es una lista de versiones que Carpenter cantó durante la gira.
- Durante los primeros shows en Atlanta y Toronto y los conciertos en Orlando y Wheatland, "Bust Your Windows" de Jazmine Sullivan.
- Durante el show en Baltimore, "It's Too Late" de Carole King.
- Durante el primer concierto de Boston y los shows en Tempe, Houston, Calgary, Las Vegas, Mesa, Nashville e Indianápolis, "You're So Vain" de Carly Simon.
- Durante los shows en Vancouver y Seattle, "Man! I Feel Like A Woman" de Shania Twain.
- Durante los primeros shows en la ciudad de Nueva York y San Diego,  "Like a Virgin" de Madonna.
- Durante los shows en Hollywood, Garden City y Chesterfield, "Dreams" de Fleetwood Mac.
- Durante el primer concierto de San Francisco y los shows en San Petersburgo, San Antonio, Tulsa, Salt Lake City y Kansas City, "... Baby One More Time" de Britney Spears.
- Durante los shows en Nueva Orleans, Dallas, Denver y Edmonton, "Hopefully Devoted to You" de Olivia Newton-John.
- Durante el segundo concierto de Los Ángeles y el show de Madison, "A Thousand Miles" de Vanessa Carlton.
- Durante shows en BST Hyde Park, Osaka y Lollapalooza en Chicago, "Lay All Your Love On Me" de ABBA.
- Durante el primer show en Nueva York, "Tongue Tied" de Grouplove.
- Durante el segundo show en Nueva York, además de shows en Atlanta, MITA Festival en Río de Janeiro y São Paulo, Tokio, We The Fest en Yakarta y Very Summer Fest en Bangkok, "The Sweet Escape" de Gwen Stefani.

## Shows
| Fecha                          | Ciudad                         | País                           | Lugar                            | Telonero                       |
| Acto 1 & 2 - América del Norte | Acto 1 & 2 - América del Norte | Acto 1 & 2 - América del Norte | Acto 1 & 2 - América del Norte   | Acto 1 & 2 - América del Norte |
| ------------------------------ | ------------------------------ | ------------------------------ | -------------------------------- | ------------------------------ |
| 29 de septiembre de 2022       | Atlanta                        | Estados Unidos                 | Center Stage                     | Girlhouse                      |
| 1 de octubre de 2022           | Baltimore                      | Estados Unidos                 | Rams Head Live!                  | Girlhouse                      |
| 2 de octubre de 2022           | Philadelphia                   | Estados Unidos                 | Theatre of Living Arts           | Girlhouse                      |
| 3 de octubre de 2022           | Boston                         | Estados Unidos                 | Big Night Live                   | Girlhouse                      |
| 5 de octubre de 2022           | New York City                  | Estados Unidos                 | Webster Hall                     | Girlhouse                      |
| 6 de octubre de 2022           | New York City                  | Estados Unidos                 | Webster Hall                     | Girlhouse                      |
| 7 de octubre de 2022           | Washington D. C.               | Estados Unidos                 | Lincoln Theatre                  | Girlhouse                      |
| 9 de octubre de 2022           | Chicago                        | Estados Unidos                 | House of Blues                   | Girlhouse                      |
| 10 de octubre de 2022          | Toronto                        | Canada                         | Phoenix Concert Theatre          | Girlhouse                      |
| 12 de octubre de 2022          | Tempe                          | Estados Unidos                 | Marquee Theatre                  | Girlhouse                      |
| 13 de octubre de 2022          | San Diego                      | Estados Unidos                 | Observatory North Park           | Girlhouse                      |
| 15 de octubre de 2022          | Los Angeles                    | Estados Unidos                 | Wiltern Theatre                  | Girlhouse                      |
| 16 de octubre de 2022          | San Francisco                  | Estados Unidos                 | Regency Center                   | Girlhouse                      |
| 20 de octubre de 2022          | Orlando                        | Estados Unidos                 | Hard Rock Live                   | Girlhouse                      |
| 16 de marzo de 2023            | Hollywood                      | Estados Unidos                 | Hard Rock Live Seminole          | Spill Tab                      |
| 17 de marzo de 2023            | St. Petersburg                 | Estados Unidos                 | Jannus Live                      | Spill Tab                      |
| 20 de marzo de 2023            | New Orleans                    | Estados Unidos                 | Orpheum Theater                  | Spill Tab                      |
| 22 de marzo de 2023            | Houston                        | Estados Unidos                 | Warehouse Live                   | Spill Tab                      |
| 24 de marzo de 2023            | Dallas                         | Estados Unidos                 | The Factory in Deep Ellum        | Spill Tab                      |
| 25 de marzo de 2023            | San Antonio                    | Estados Unidos                 | The Espee                        | Spill Tab                      |
| 26 de marzo de 2023            | Austin                         | Estados Unidos                 | Moody Theater                    | Spill Tab                      |
| 28 de marzo de 2023            | Tulsa                          | Estados Unidos                 | Tulsa Theater                    | Spill Tab                      |
| 30 de marzo de 2023            | Denver                         | Estados Unidos                 | Mission Ballroom                 | Spill Tab                      |
| 1 de abril de 2023             | Salt Lake City                 | Estados Unidos                 | The Union                        | Spill Tab                      |
| 2 de abril de 2023             | Garden City                    | Estados Unidos                 | Revolution Concert House         | Spill Tab                      |
| 5 de abril de 2023             | Calgary                        | Canadá                         | Grey Eagle Event Centre          | Spill Tab                      |
| 6 de abril de 2023             | Edmonton                       | Canadá                         | Edmonton Convention Centre       | Spill Tab                      |
| 8 de abril de 2023             | Vancouver                      | Canadá                         | PNE Forum                        | Spill Tab                      |
| 11 de abril de 2023            | Seattle                        | Estados Unidos                 | Paramount Theatre                | Spill Tab                      |
| 14 de abril de 2023            | San Francisco                  | Estados Unidos                 | The Warfield                     | Spill Tab                      |
| 15 de abril de 2023            | San Francisco                  | Estados Unidos                 | The Warfield                     | Spill Tab                      |
| 16 de abril de 2023            | Wheatland                      | Estados Unidos                 | Hard Rock Live Sacramento        | Spill Tab                      |
| 19 de abril de 2023            | San Diego                      | Estados Unidos                 | Humphreys Concerts By the Bay    | Spill Tab                      |
| 20 de abril de 2023            | Los Angeles                    | Estados Unidos                 | Greek Theatre                    | Spill Tab Blu DeTiger          |
| 22 de abril de 2023            | Las Vegas                      | Estados Unidos                 | The Theater at Virgin Hotels     | Blu DeTiger                    |
| 23 de abril de 2023            | Mesa                           | Estados Unidos                 | Mesa Amphitheatre                | Blu DeTiger                    |
| 26 de abril de 2023            | Kansas City                    | Estados Unidos                 | Midland Theatre                  | Blu DeTiger                    |
| 27 de abril de 2023            | Minneapolis                    | Estados Unidos                 | State Theatre                    | Blu DeTiger                    |
| 28 de abril de 2023            | Madison                        | Estados Unidos                 | The Sylvee                       | Blu DeTiger                    |
| 30 de abril de 2023            | Chesterfield                   | Estados Unidos                 | The Factory                      | Blu DeTiger                    |
| 2 de mayo de 2023              | Nashville                      | Estados Unidos                 | Ryman Auditorium                 | Blu DeTiger                    |
| 3 de mayo de 2023              | Indianapolis                   | Estados Unidos                 | Murat Theatre                    | Blu DeTiger                    |
| 5 de mayo de 2023              | Toronto                        | Canada                         | Meridian Hall                    | Blu DeTiger                    |
| 6 de mayo de 2023              | Detroit                        | Estados Unidos                 | Masonic Temple Theatre           | Blu DeTiger                    |
| 7 de mayo de 2023              | Cleveland                      | Estados Unidos                 | Agora Ballroom                   | Blu DeTiger                    |
| 9 de mayo de 2023              | Boston                         | Estados Unidos                 | Roadrunner                       | Blu DeTiger                    |
| 10 de mayo de 2023             | Ciudad de New York             | Estados Unidos                 | Terminal 5                       | Blu DeTiger                    |
| 11 de mayo de 2023             | Ciudad de New York             | Estados Unidos                 | Terminal 5                       | Blu DeTiger                    |
| 13 de mayo de 2023             | Philadelphia                   | Estados Unidos                 | Franklin Music Hall              | Blu DeTiger                    |
| 14 de mayo de 2023             | Washington D. C.               | Estados Unidos                 | The Anthem                       | Blu DeTiger                    |
| 16 de mayo de 2023             | Raleigh                        | Estados Unidos                 | The Ritz                         | Blu DeTiger                    |
| 17 de mayo de 2023             | Atlanta                        | Estados Unidos                 | The Eastern                      | Blu DeTiger                    |
| 20 de mayo de 2023             | Gulf Shores                    | Estados Unidos                 |                                  |                                |
| Acto 3 - América del Sur       |                                |                                |                                  |                                |
| 28 de mayo de 2023             | Rio de Janeiro                 | Brasil                         | Jockey Club                      |                                |
| 4 de junio de 2023             | São Paulo                      | Brasil                         | Anhangabaú River                 |                                |
| Acto 4 - Europa                |                                |                                |                                  |                                |
| 11 de junio de 2023            | Dublin                         | Irlanda                        | 3Olympia Theatre                 | Annika Bennett                 |
| 13 de junio de 2023            | Glasgow                        | Escocia                        | Barrowland Ballroom              | Annika Bennett                 |
| 14 de junio de 2023            | Manchester                     | Reino Unido                    | O2 Apollo Manchester             | Annika Bennett                 |
| 16 de junio de 2023            | Newport                        | Reino Unido                    | Seaclose Park                    |                                |
| 18 de junio de 2023            | Birmingham                     | Reino Unido                    | O2 Academy Birmingham            | Annika Bennett                 |
| 19 de junio de 2023            | Londres                        | Reino Unido                    | Eventim Apollo                   | Annika Bennett                 |
| 23 de junio de 2023            | Brussels                       | Bélgica                        | Palais 12                        | Annika Bennett                 |
| 24 de junio de 2023            | Cologne                        | Alemania                       | Palladium                        | Annika Bennett                 |
| 25 de junio de 2023            | Amsterdam                      | Países Bajos                   | Melkweg                          | Annika Bennett                 |
| 27 de junio de 2023            | Berlin                         | Alemania                       | Astra Kulturhaus                 | Annika Bennett                 |
| 29 de junio de 2023            | Stockholm                      | Suecia                         | Gärdet                           |                                |
| 2 de julio de 2023             | Londres                        | Inglaterra                     | Hyde Park                        |                                |
| 3 de julio de 2023             | Paris                          | Francia                        | Zénith Paris                     | Annika Bennett                 |
| Acto 5 - Asia                  |                                |                                |                                  |                                |
| 18 de julio de 2023            | Tokio                          | Japón                          |                                  |                                |
| 19 de julio de 2023            | Osaka                          | Japón                          | Zepp Osaka Bayside               |                                |
| 21 de julio de 2023            | Kuala Lumpur                   | Malaysia                       | Sepang International Circuit     |                                |
| 22 de julio de 2023            | Yakarta                        | Indonesia                      | Gelora Bung Karno Sports Complex |                                |
| 25 de julio de 2023            | Quezon City                    | Philippines                    | New Frontier Theater             |                                |
| 27 de julio de 2023            | Singapur                       | Singapur                       | Sands Expo & Convention Centre   |                                |
| 29 de julio de 2023            | Bangkok                        | Thailand                       | Bitec Hall                       |                                |
| Acto 6 - América del Norte     |                                |                                |                                  |                                |
| 3 de agosto de 2023            | Chicago                        | United States                  |                                  |                                |
| 4 de agosto de 2023            | Chicago                        | United States                  | Grant Park                       |                                |